# 五稜郭駅
五稜郭駅（ごりょうかくえき）は、北海道函館市亀田本町にある、北海道旅客鉄道（JR北海道）・道南いさりび鉄道の駅である。両社の共同使用駅であり、JR北海道が管轄する。JR北海道の駅番号はH74。事務管理コードは▲140102。
本稿では営業キロ上で同一地点にある日本貨物鉄道（JR貨物）の函館貨物駅（はこだてかもつえき）や、かつて駅前にあった函館市交通局（現・函館市企業局交通部、函館市電）本線の五稜郭駅前停留場（ごりょうかくえきまえていりゅうじょう）についても記述する。

## 歴史

### JR北海道・JR貨物・道南いさりび鉄道

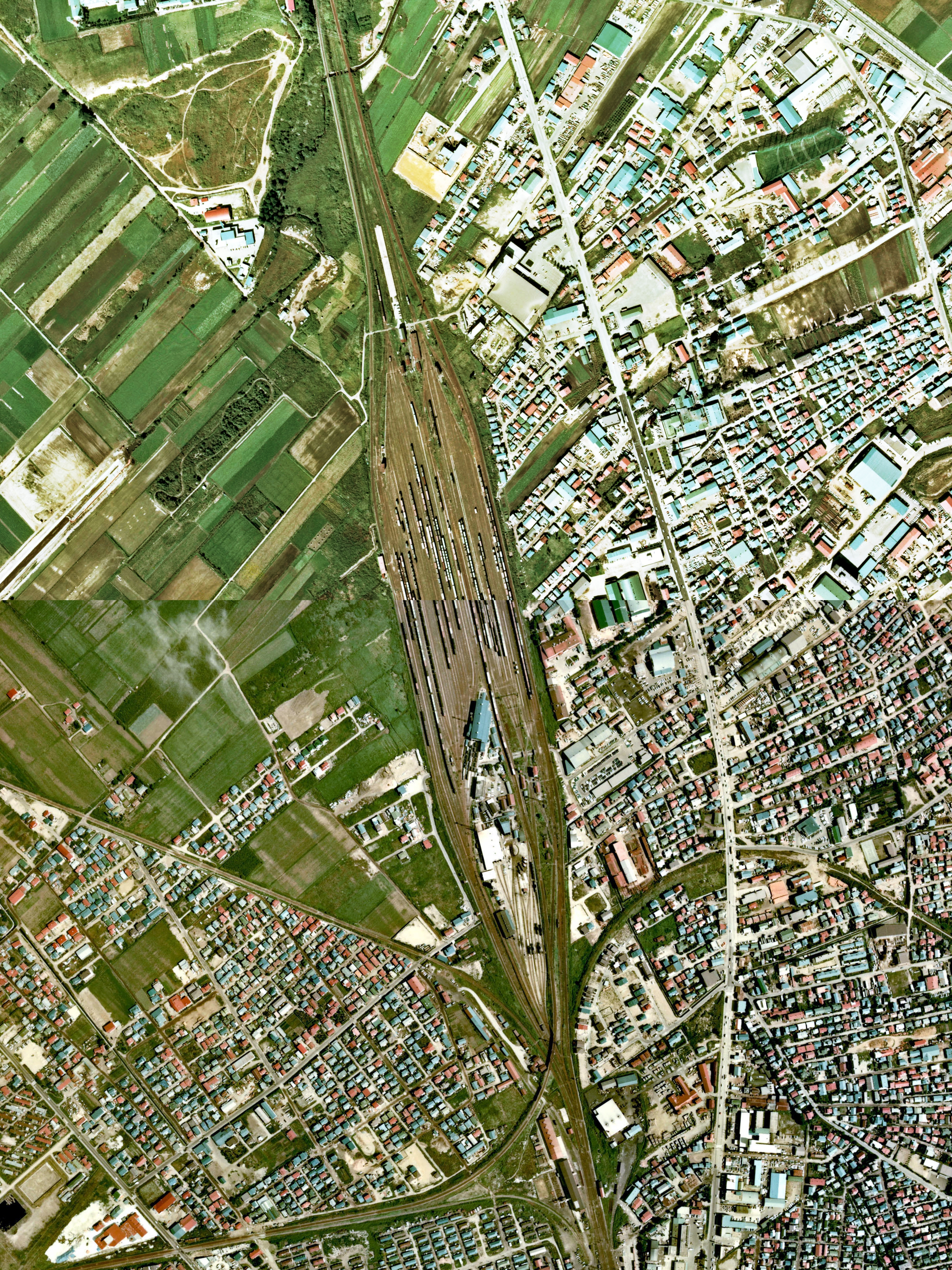
1976年の五稜郭操車場及び貨車区・機関区と周囲約1.5×2 km範囲。下が函館方面で五稜郭駅の構内端が見える。操車場南端から左へ少し上向きに分岐するのが江差線江差方面。右へ円弧を描いているのが路盤は完成したがレールが敷かれず結局未成線となった戸井線の遺構。操車場は函館本線の上下線に挟まれて左半分が下仕分、右半分が上仕分に分かれ、それぞれの引上線が長万部方面写真上端近くまで伸びる。操車場の南側中央には、北側に五稜郭貨車区、南側に五稜郭機関区が置かれて転車台がまだ使用されている。南端から左下に伸びる青函連絡船貨物便の有川埠頭へは操車場の中央線から跨線する連絡線が主力で、五稜郭駅方からの連絡線は余り使われていない。

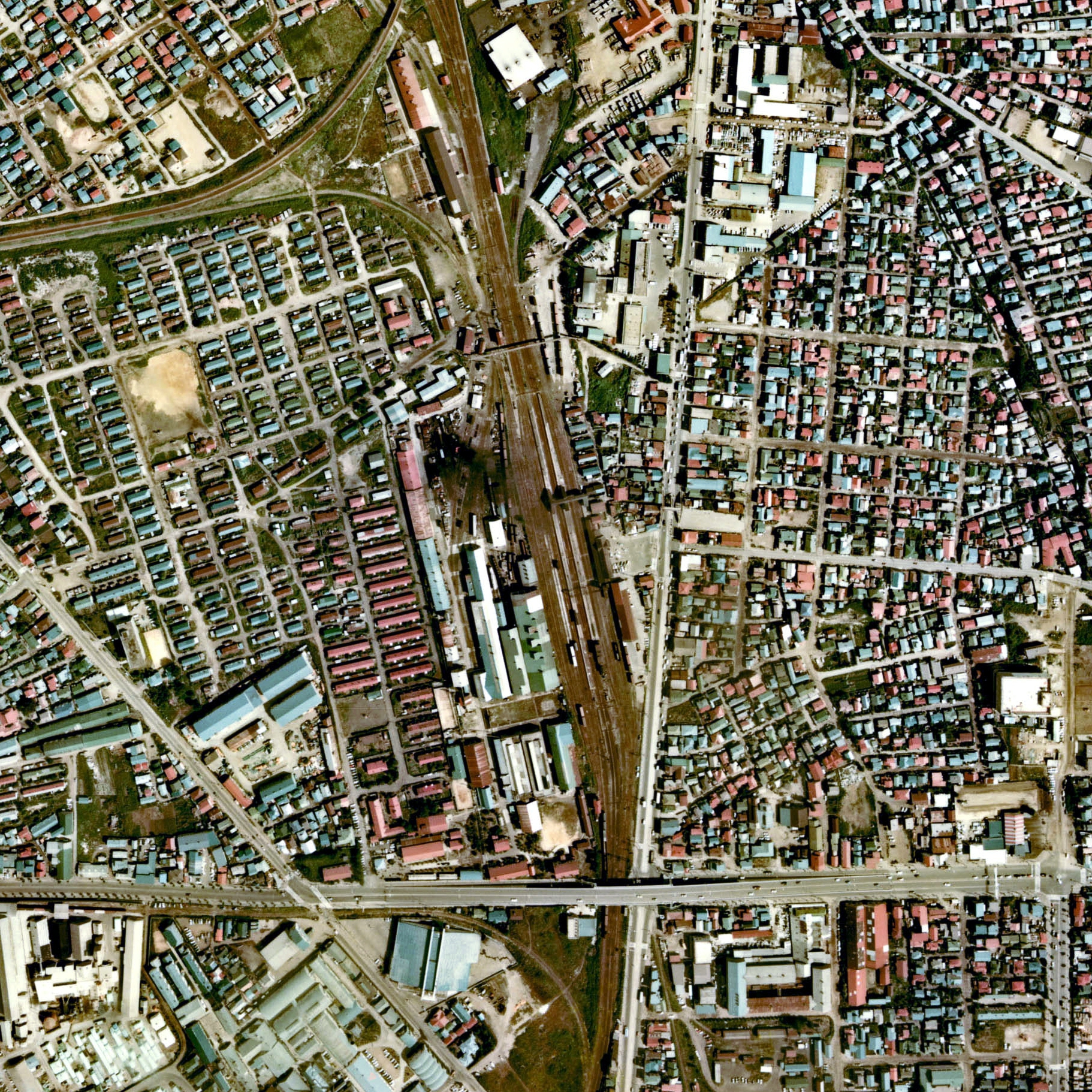
1976年の五稜郭駅と五稜郭車両センター（現・五稜郭車両所）と周囲約1km範囲。上は直進が本線長万部方面複線で五稜郭操車場が隣接する。本線に並走して左に徐々に分かれるのが江差線江差方面。左へ90°カーブして向かうのが青函連絡船貨物便の有川埠頭連絡線で、操車場からの跨線連絡線と並走する。下が函館方面で、函館方から左へ90°カーブして分岐しているのは明治40年から敷かれている日産化学工業函館工場（当時）への専用線。写真中央下側の道路立体交差付近から南東寄りへ真直ぐ向かう軌道は、函館駅までの本線が海岸側に移動するまでの旧線の一部が北海道ガスの専用線として残されたもので、途中さらに右へ分岐する専用線跡も残る。車両センターは当駅裏（海側）に隣接し、沢山の車両庫が立ち並んでいる。

JR貨物五稜郭機関区、かつて設置されていたJR北海道青函運転所についてはそれぞれのリンク先を参照。
- 1911年（明治44年）9月1日：国有鉄道函館本線の駅として開業[3][4]。旅客・荷物を取扱い。
- 時期不詳：貨物の取扱いを開始。正確な時期は不明だが、1912年（大正元年）の停車場一覧では一般駅となっている。
- 1913年（大正2年）9月15日：国有鉄道上磯軽便線として、当駅 - 上磯駅間が開業[5][4]。
- 1922年（大正11年）
  - 6月15日：函館工場が移転、五稜郭工場と改称[6]。
  - 9月2日：上磯軽便線が上磯線に改称。
- 1924年（大正13年）：線路移設により、北海瓦斯会社（現・北海道ガス）函館工場への専用線が函館駅から五稜郭駅へ移管。
- 1936年（昭和11年）11月10日：上磯線が江差線に改称。
- 1942年（昭和17年）
  - 9月11日：五稜郭工場が五稜郭工機部と改称[6]。
  - 12月27日：函館本線の函館駅 - 当駅間が複線化[7][8]。
- 1943年（昭和18年）1月10日：五稜郭操車場設置、一部使用開始[6]。
- 1944年（昭和19年）
  - 1月10日：有川桟橋の第3岸壁（第1可動橋）が竣工[6]。青函連絡船（貨車航送船）による貨車の積み降ろしが開始。
  - 9月30日：函館本線の当駅 - 桔梗駅間が複線化[9][8]。有川埠頭に青函連絡船（貨物便）用の第4岸壁（第2可動橋）が竣工[6]、使用開始。
- 1949年（昭和24年）6月1日：日本国有鉄道法施行に伴い、日本国有鉄道（国鉄）に移管。
- 1950年（昭和25年）
  - 1月10日：五稜郭工機部が五稜郭工場と改称[6]。
  - 2月10日：五稜郭貨車区設置[8]。有川埠頭に貨物駅設置[6]。
- 1973年（昭和48年）9月1日：五稜郭工場が苗穂工場五稜郭車両センターとなる[6]。
- 1977年（昭和52年）10月：駅舎改築[6]。
- 1980年（昭和55年）
  - 5月1日：貨物ターミナル使用開始[6]。
  - 10月1日：函館駅のコンテナホームを当駅に移転。コンテナ貨物の取り扱いを開始。
- 1984年（昭和59年）2月1日：五稜郭操車場使用停止[6]。同時に、有川桟橋での青函連絡船（貨車航送船）による貨車の積み降ろしも廃止。
- 1985年（昭和60年）3月20日：苗穂工場五稜郭車両センターが五稜郭車両所となる。
- 1986年（昭和61年）11月1日：荷物の取り扱いを終了[6]。五稜郭貨車区を函館運転所に統合。
- 1987年（昭和62年）4月1日：国鉄分割民営化に伴い、北海道旅客鉄道（JR北海道）・日本貨物鉄道（JR貨物）の駅となる。江差線の当駅 - 木古内駅間を自動閉塞化およびCTC化。
- 1988年（昭和63年）
  - 3月13日：海峡線（津軽海峡線）開業に伴い[10]、函館本線の函館駅 - 当駅間と江差線の当駅 - 木古内駅間が電化（交流20,000V・50Hz）。
  - 8月8日：駅構内にトラベルセンターを開設[新聞 1]。
- 1997年（平成9年）10月1日：快速「海峡」・特急「はつかり」の全列車と、早朝・深夜の特急「北斗」「スーパー北斗」停車駅となる[11]。
- 2002年（平成14年）12月1日：ダイヤ改正に伴い、快速「海峡」・特急「はつかり」が廃止。特急「白鳥」・「スーパー白鳥」の停車駅となる。前日までは津軽海峡線の特急列車がすべて停車していたが、この改正で大半の列車が通過となる[報道 1]。
- 2007年（平成19年）
  - 3月：窓口営業時間・改札時間延長のため、営業要員の泊まり勤務を復活。
  - 10月1日：JR北海道の駅が駅番号表示を開始[報道 2]。
- 2009年（平成21年）5月24日：貨物駅構内に置かれていたコンテナが多数物色され、中に入っていた砂糖などが盗まれているのが発見される[新聞 2]。この事件を受けJR貨物は、夜間に貨物駅構内の照明を行うことや、パトロールの強化を実施することになった。
- 2010年（平成22年）12月4日：特急「北斗」・「スーパー北斗」のうち、15号を除く全列車が停車するようになる[報道 3][報道 4][報道 5]。
- 2011年（平成23年）
  - 3月12日：貨物駅を函館貨物駅に改称[報道 6]。
  - 8月5日：開業100周年を記念して駅舎の外装をリニューアルし、あわせて駅名標を五稜郭をモチーフにした星型に変更[新聞 3]。
- 2013年（平成25年）11月1日：特急「北斗」・「スーパー北斗」全列車が停車するようになる[報道 7]。
- 2016年（平成28年）
  - 3月26日：北海道新幹線新青森駅 - 新函館北斗駅間開通に伴い、函館本線の当駅 - 新函館北斗駅間が電化（交流20,000 V・50 Hz）[報道 8]。江差線の当駅 - 木古内駅間がJR北海道から経営分離され[報道 8]、道南いさりび鉄道に移管[報道 9]。路線名が同社の道南いさりび鉄道線に変更[報道 10]。五稜郭駅はJR北海道と道南いさりび鉄道の共同使用駅となる。
  - 10月14日：指定席券売機の使用開始。
- 2022年（令和4年）度：話せる券売機を設置[報道 11]。
- 2024年（令和6年）
  - 3月16日：自動改札機導入、函館本線でICカード「Kitaca」の利用が可能となる[報道 12][報道 13][報道 14]。
  - 4月1日：函館貨物駅構内にコンテナと一般トラックの積替ステーションを開設[12]。

### 函館市電
- 1955年（昭和30年）11月27日：函館市交通局（函館市電）五稜郭駅前停留所が開業[13]。
- 1978年（昭和53年）11月1日：函館市電五稜郭駅前停留所廃止[13]。

## JR北海道・道南いさりび鉄道 五稜郭駅

### 乗り入れ路線
当駅はJR北海道函館本線と道南いさりび鉄道線が乗り入れる。道南いさりび鉄道線の列車はすべてJR函館本線函館駅まで直通運転する。JR貨物は両路線における第二種鉄道事業（他者の線路を借り受けて運送）を行う。
札幌方面の特急「北斗」（2号を除く）、新函館北斗発着の新幹線アクセス列車「はこだてライナー」の全列車が停車する。かつては優等列車の停車は一部のみだったが、のちに津軽海峡線（かつての海峡線経由の在来線系統）の快速・特急列車がすべて停車するようになり、函館本線の特急列車も停車列車が増加した。2002年（平成14年）12月1日のダイヤ改正で津軽海峡線の列車がすべて特急となり、停車列車が大幅に削減された。2013年（平成25年）11月1日のダイヤ修正で函館本線の特急がすべて停車するようになった。2016年（平成28年）3月26日の北海道新幹線開業に伴い、津軽海峡線の定期旅客列車の運行は終了し、当駅から本州方面へ直通する旅客列車はなくなった。

### 駅構造
島式ホーム2面4線を有する地上駅。ホーム番号は駅舎側から3・4・5・6番のりばとなっている。1・2番線は側線で、6番線以降も12番線まで存在するが、いずれもホームはない。7・8番線は貨物列車の着発線となっている。本線は、下りが5番線、上りが4番線である。
駅舎は構内東側（1番線側）にあり、2つのホームとは跨線橋で連絡している。
駅舎内にはみどりの窓口・JRの自動券売機・指定席券売機・話せる券売機・いさりび鉄道の自動券売機が設置されている。自動改札機が設置されているがKitacaは函館本線でのみ利用可能であり、道南いさりび鉄道線では利用できない。
かつては売店としてキヨスクがあったが2018年（平成30年）3月に閉店、その後同年4月10日に道南いさりび鉄道が自社運営の売店を開設している。
直営駅であり、管理駅として函館本線の桔梗駅を管理下に置く。道南いさりび鉄道移管前は七重浜駅 - 釜谷駅間の各駅も管理していた。終日社員配置で営業社員のほか、信号詰所には運転社員が配置されている。
駅構内の西側にはJR北海道五稜郭車両所、構内の北側にはJR貨物五稜郭機関区がある。かつては五稜郭機関区の周囲には五稜郭操車場が広がっていた。
1967年（昭和42年）から駅そばの店舗が設けられ、2014年（平成26年）10月からは北海道キヨスクが「駅そば みかど JR五稜郭駅店」として運営していたが、店舗の老朽化のため2016年（平成28年）2月28日をもって営業を終了した。

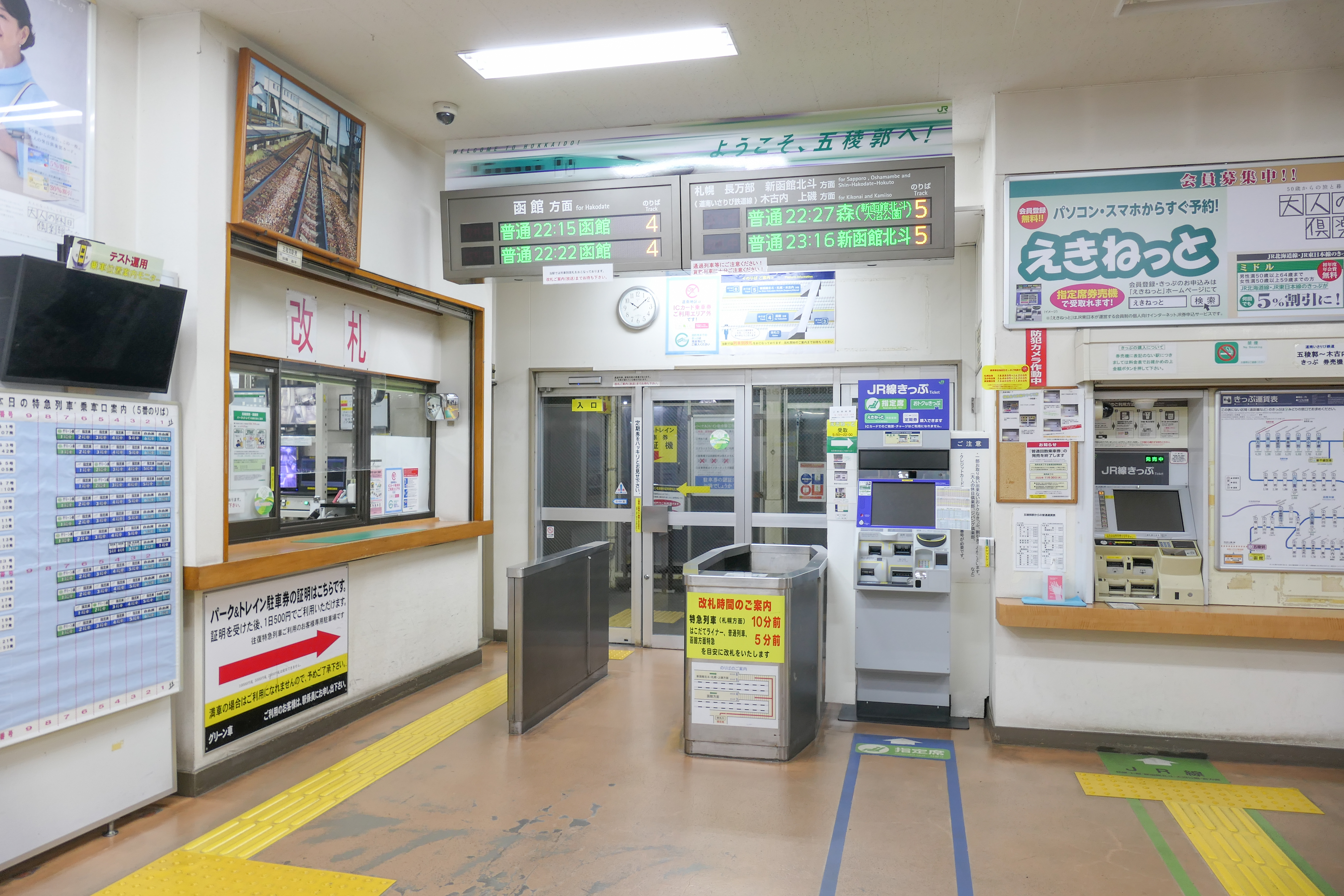
改札口（2022年9月）
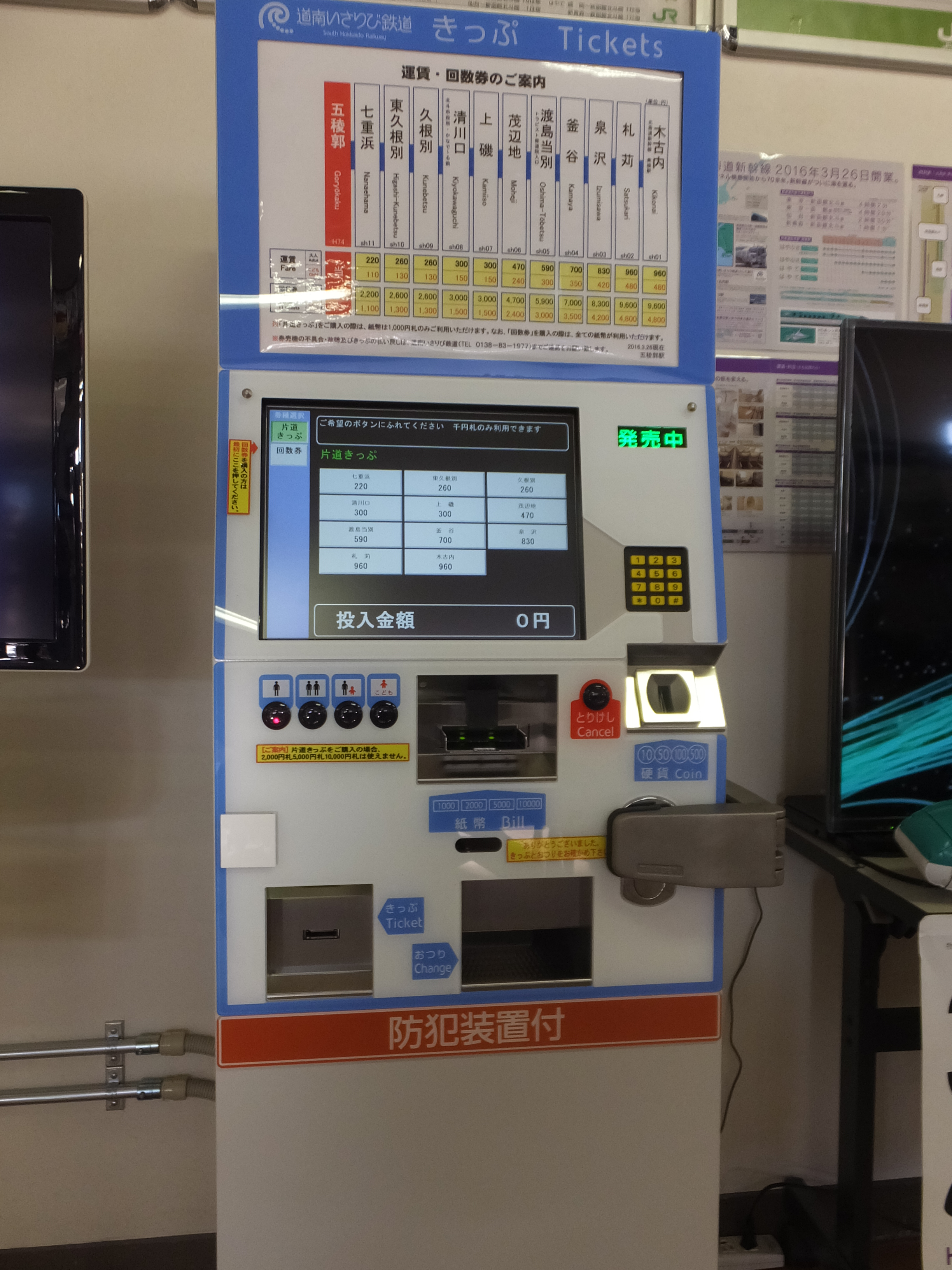
道南いさりび鉄道専用自動券売機 （2016年3月）
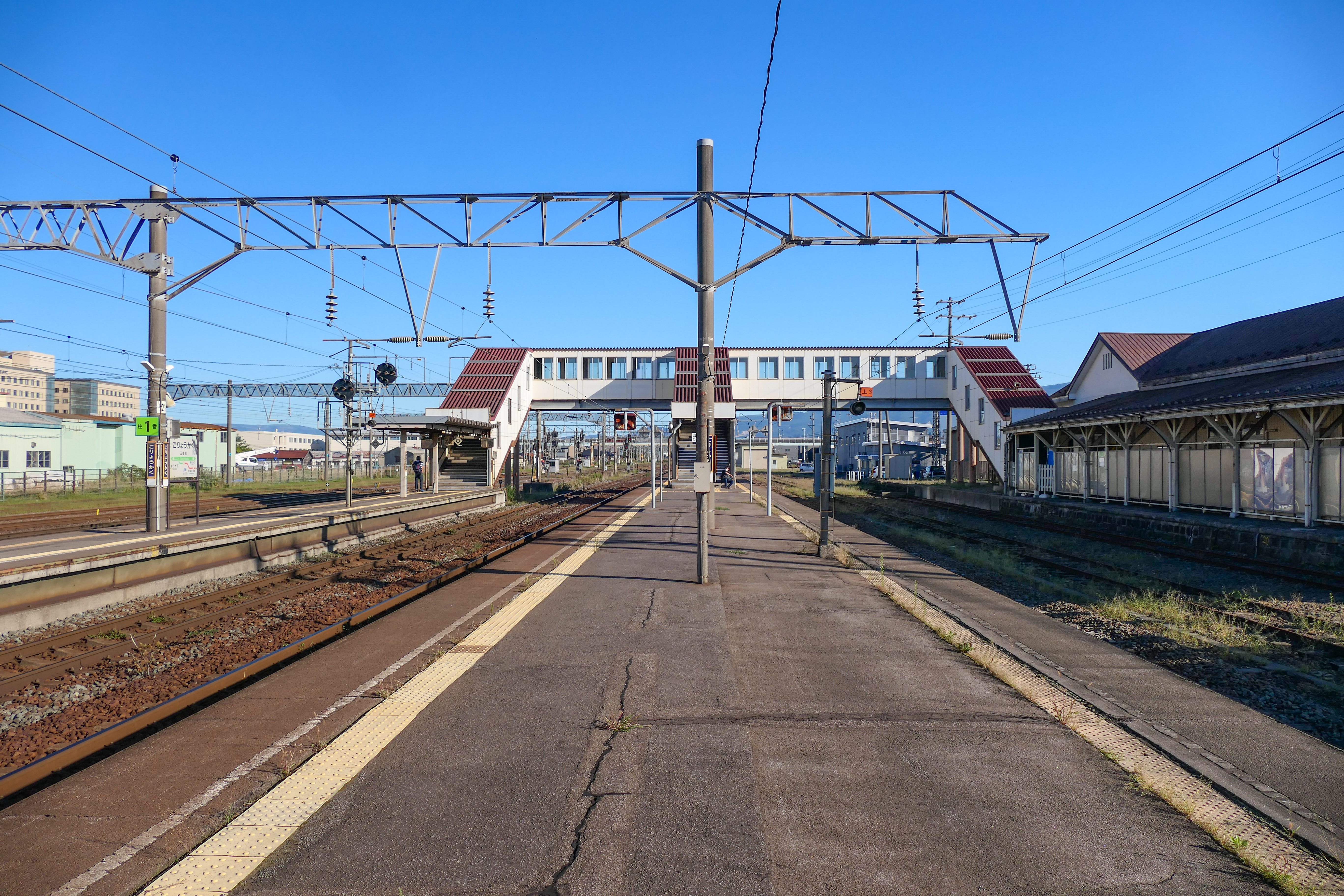
3・4番線ホーム（2022年9月）
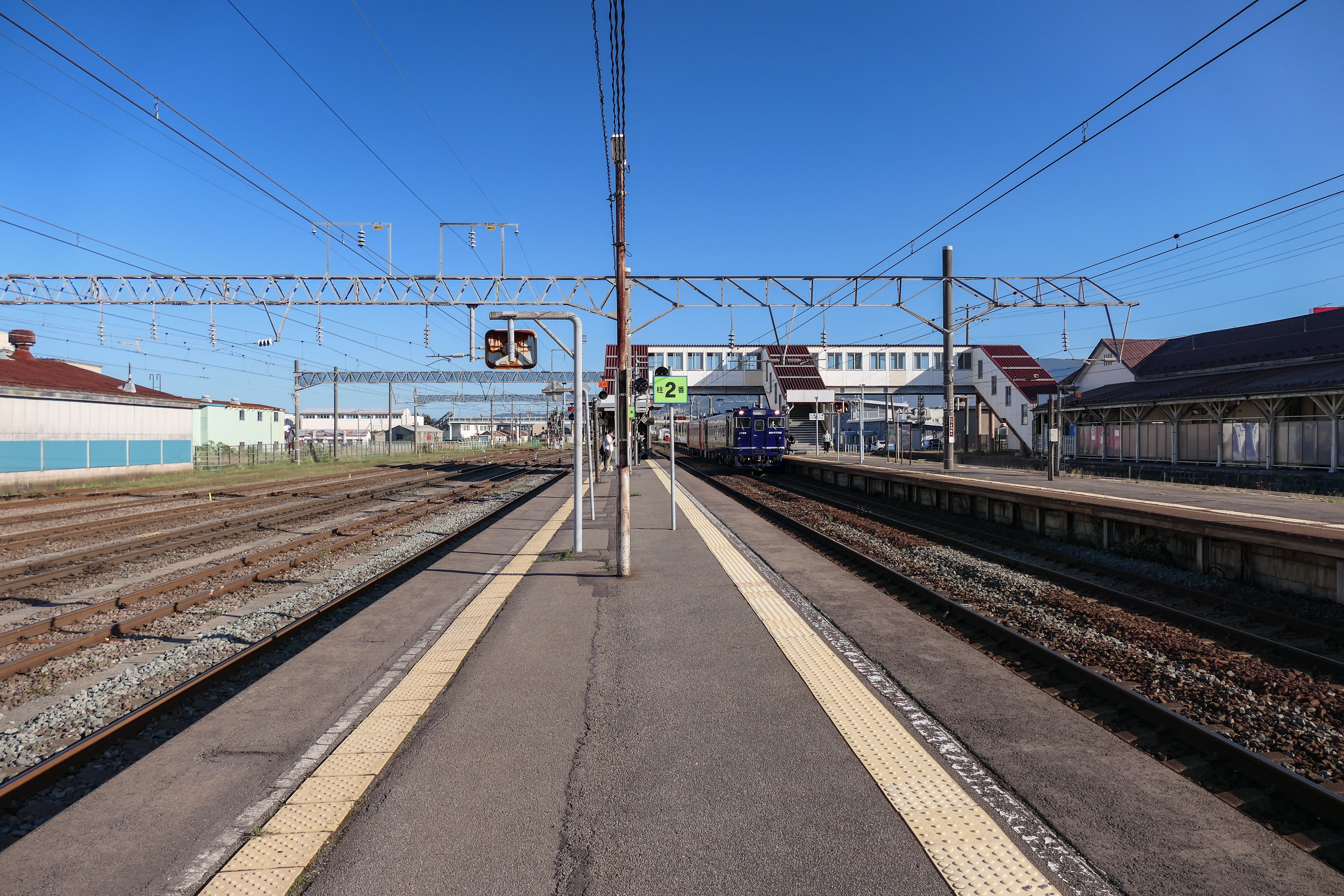
5・6番線ホーム（2022年9月）
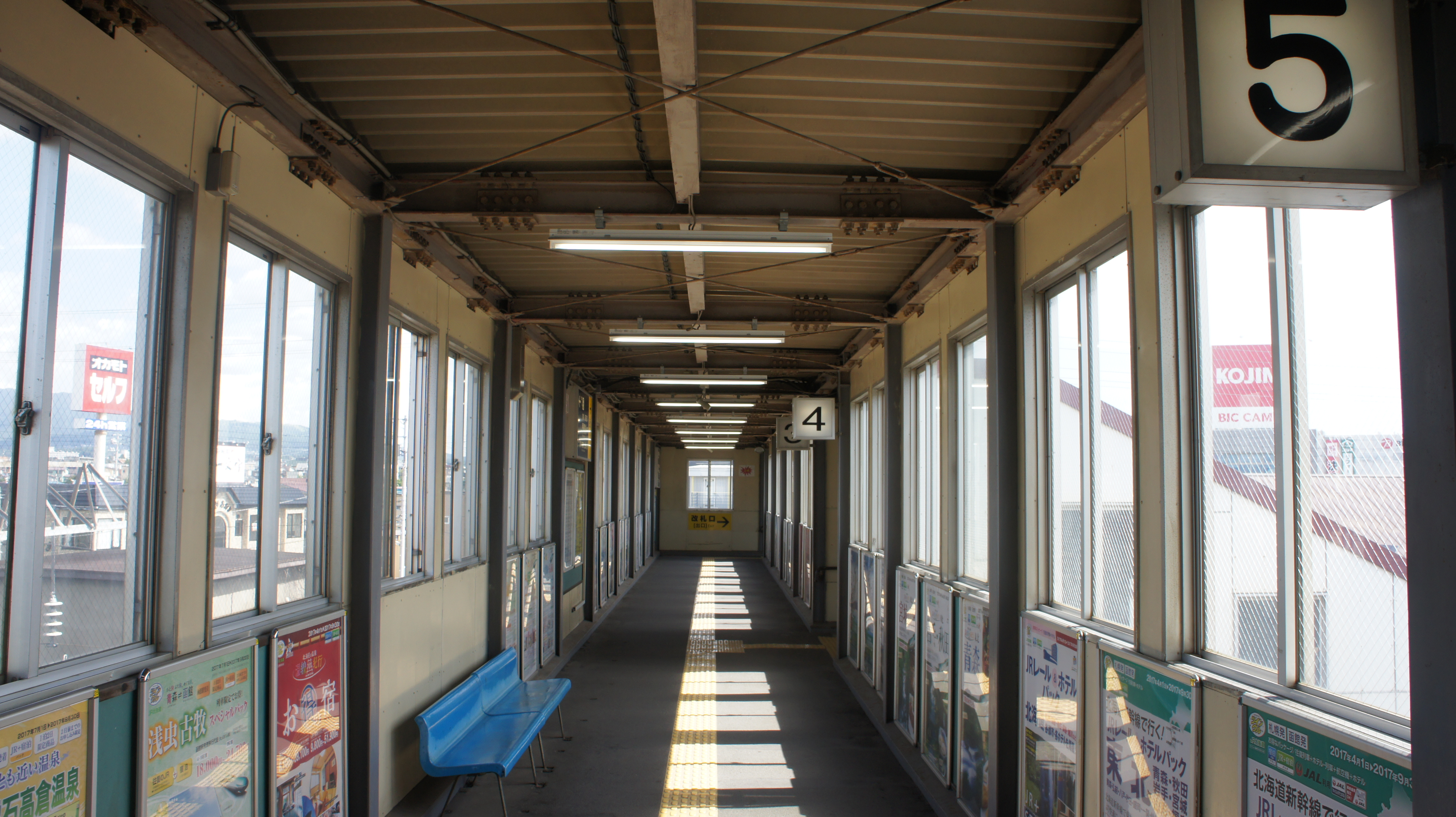
跨線橋（2017年8月）
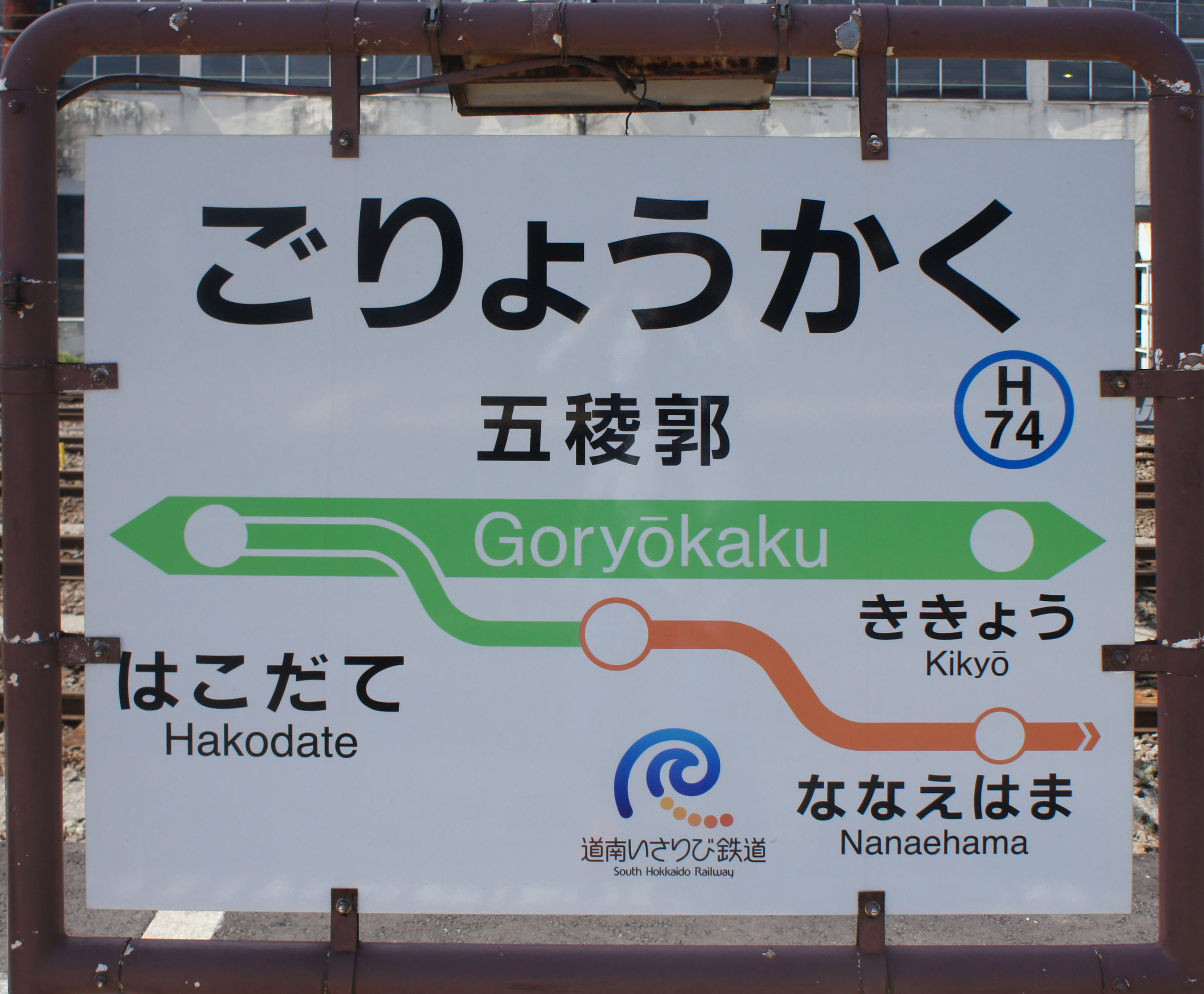
駅名標（2017年8月）
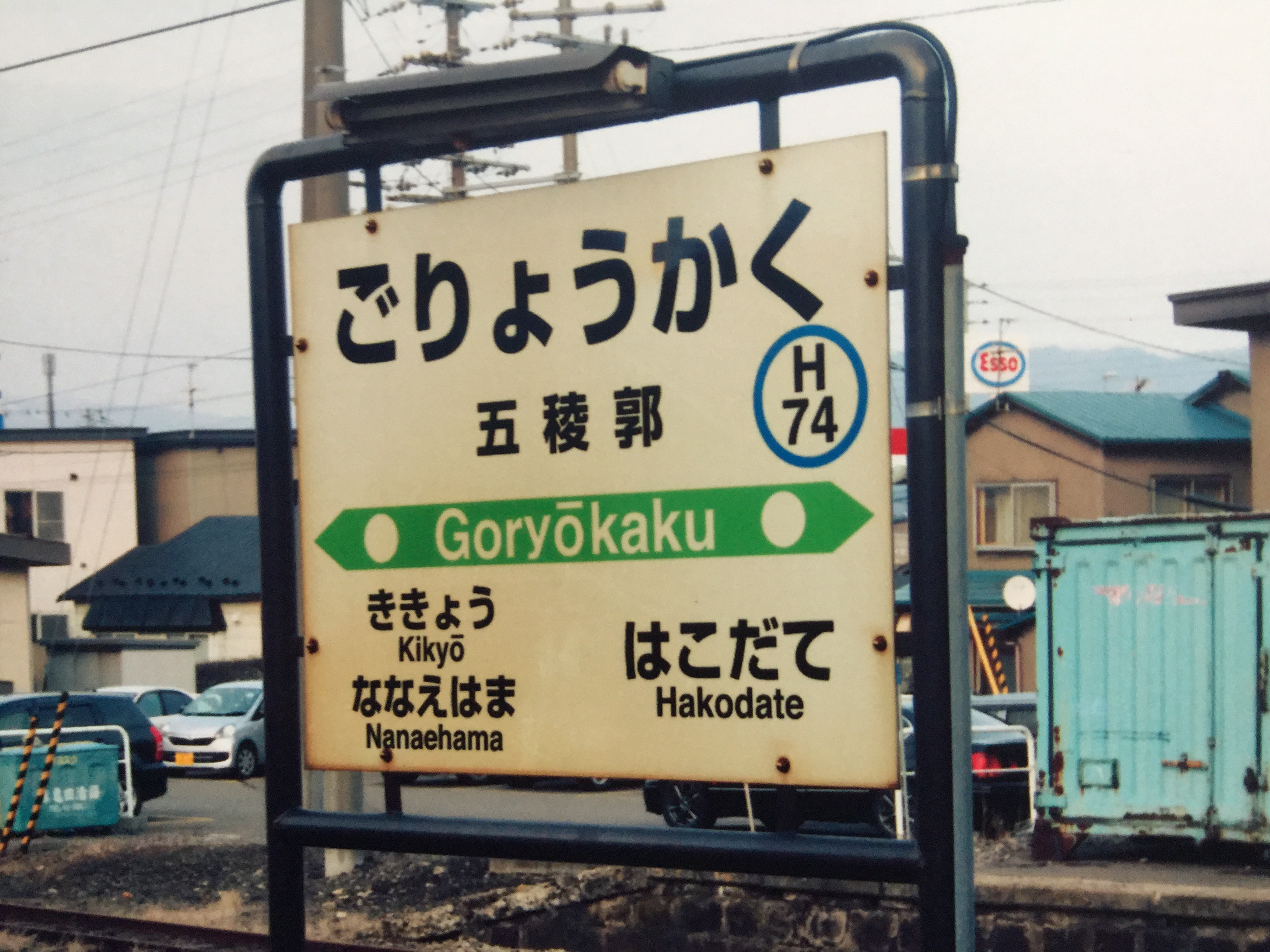
駅名標（江差線移管前）
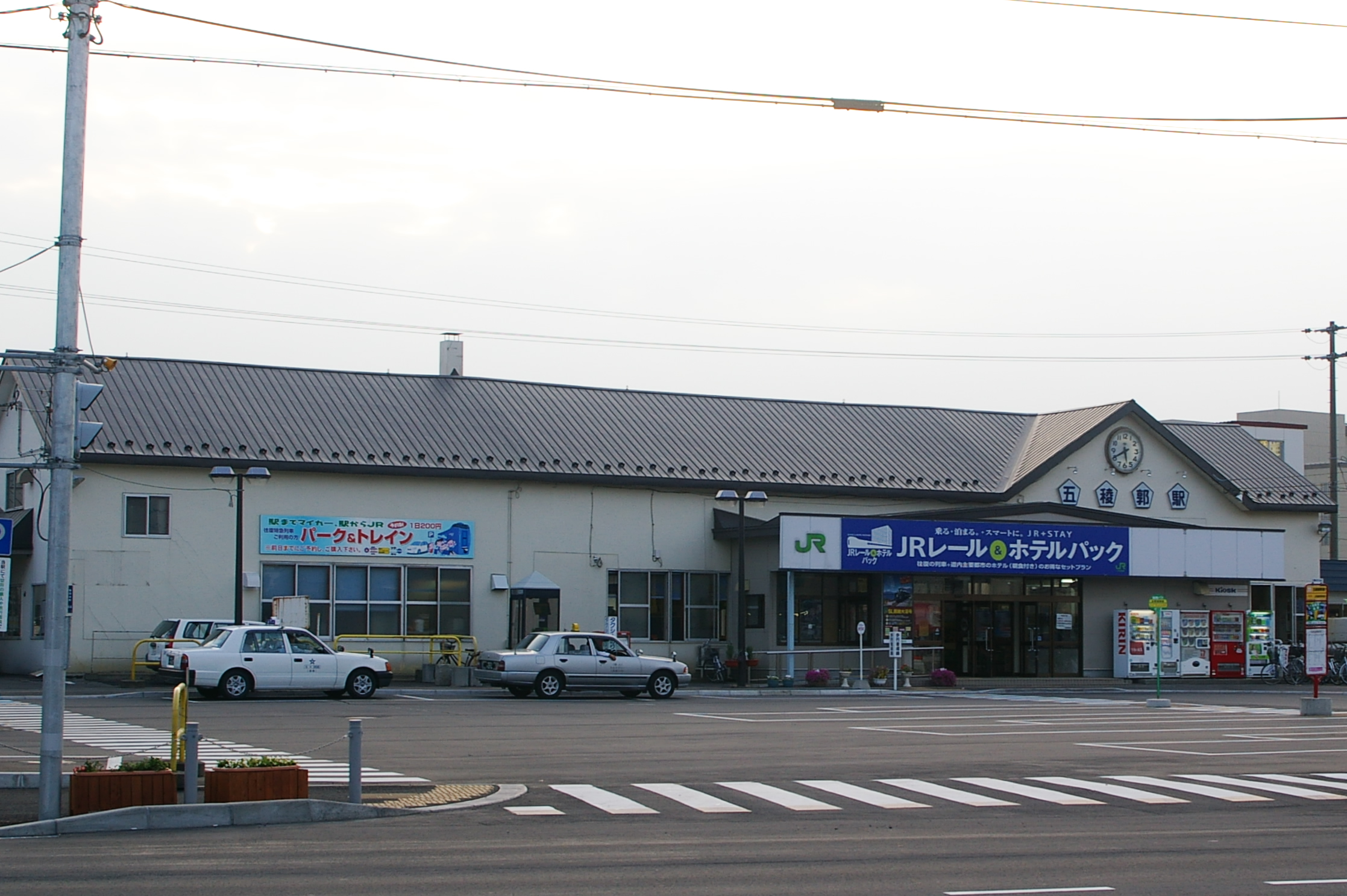
リニューアル前の駅舎（2006年8月）

#### のりば
| のりば | 路線                | 方向           | 行先                 |
| ------ | ------------------- | -------------- | -------------------- |
| 3      | （待避線）          | （待避線）     | （待避線）           |
| 4      | ■函館本線           | 上り           | 函館方面             |
| 5      | ■函館本線           | 下り           | 新函館北斗・札幌方面 |
| 5      | ■道南いさりび鉄道線 | 上り           | 上磯・木古内方面     |
| 6      | （臨時ホーム）      | （臨時ホーム） | （臨時ホーム）       |

6番のりばは現在定期列車の発着がない。2002年（平成14年）12月1日のダイヤ改正まで、一部の札幌発の特急「北斗」・「スーパー北斗」が盛岡行の特急「はつかり」と連絡するために使用していた。3番のりばは通常、機関車の待避線として用いられている。ただし、七飯方面からの一部列車の乗客の降車に用いられることがあるほか、寝台特急「トワイライトエクスプレス」が機関車付け替えのため同のりばに運転停車を行っていた。
5番のりばのホームは機関車を含めて8両分しかなく、快速「海峡」が増結運転された場合には前7両のみドア扱いをし、後の車両は締切だった（ドアカット）。なお、4番のりばは13両分あったため、すべての車両においてドア扱いを行っていた。

#### その他
函館駅から数分と近い距離にあるため、函館駅始発で当駅停車の列車は、自動放送の場合、函館駅発車直後は当駅停車の案内だけを行い、車内案内などの長い時間を必要とする放送は、当駅を発車後に行う。
他路線へ乗り入れる際、基本的に旅客列車は函館駅で、貨物列車は当駅でスイッチバックを行う。
北海道新幹線開業前の海峡線定期旅客列車の最終運行日である2016年3月21日まで、特急「北斗」・「スーパー北斗」と特急「白鳥」・「スーパー白鳥」の乗り継ぎは函館駅で行うことを前提としてダイヤが編成されていたが、先発列車側のダイヤが乱れた場合、函館駅発の後続列車を当駅で待機させ、当駅のみでの連絡とすることがあった。この場合、車内放送で函館駅では連絡しない旨が案内されていた。
北海道新幹線開業後の北海道 - 本州間の移動について、「青春18きっぷ」は、北海道新幹線オプション券を購入の上で、当駅で道南いさりび鉄道線との乗り換えが指定されている。なお、「北海道&東日本パス」や「フルムーンパス」など他のJR企画乗車券では転換後の道南いさりび鉄道線は利用できなくなったため、北海道新幹線の特急券を購入または指定席券の交付を受けて、新函館北斗駅で北海道新幹線に乗り換える必要がある。

### 利用状況

#### JR北海道・道南いさりび鉄道
乗車人員の推移は以下のとおり。年間の値のみ判明している年については、当該年度の日数で除した値を括弧書きで1日平均欄に示す。乗降人員のみが判明している場合は、1/2した値を括弧書きで記した。
また、「JR調査」については、当該の年度を最終年とする過去5年間の各調査日における平均である。
| 年度               | 乗車人員 | 乗車人員 | 乗車人員 | 乗車人員 | 出典          | 備考                                       |
| 年度               | 年間     | 1日平均  | 1日平均  | JR調査   | 出典          | 備考                                       |
| 年度               | 年間     | 国鉄・JR | SHR      | JR調査   | 出典          | 備考                                       |
| ------------------ | -------- | -------- | -------- | -------- | ------------- | ------------------------------------------ |
| 1978年（昭和53年） |          | 1,130    |          |          | [ 17 ]        |                                            |
| 2008年（平成20年） |          | 950      |          |          | [ 18 ]        |                                            |
| 2009年（平成21年） |          | 960      |          |          | [ 18 ]        |                                            |
| 2010年（平成22年） |          | 970      |          |          | [ 18 ]        |                                            |
| 2011年（平成23年） |          | 1,020    |          |          | [ 19 ]        |                                            |
| 2012年（平成24年） |          | 1,053    |          |          | [ 19 ]        |                                            |
| 2013年（平成25年） |          | 1,008    |          |          | [ 19 ]        |                                            |
| 2014年（平成26年） |          | 939      |          |          | [ 19 ]        |                                            |
| 2015年（平成27年） |          | 938      |          |          | [ 19 ]        |                                            |
| 2016年（平成28年） |          | 736      | 422      |          | [ 20 ]        | 同年から江差線を道南いさりび鉄道として分離 |
| 2017年（平成29年） |          | 692      | 422      | 916.4    | [ 21 ] [ 22 ] |                                            |
| 2018年（平成30年） |          | 720      | 403      | 848.0    | [ 23 ] [ 24 ] |                                            |
| 2019年（令和元年） |          | 681      | 393      |          | [ 25 ]        |                                            |
| 2020年（令和02年） |          | 412      | 406      |          | [ 26 ]        | コロナ禍の影響による                       |

## JR貨物 函館貨物駅
日本貨物鉄道（JR貨物）の函館貨物駅は、旅客駅から2.1kmの非電化路線を経由した函館市港町1丁目35番地（函館港有川埠頭）に位置する。2011年（平成23年）3月12日に「五稜郭駅」から改称された。別名は有川操車場、五稜郭貨物駅など。
かつては、貨物駅から旅客駅へ至る現在の線路の他、北側に曲がり五稜郭操車場へ至る路線もあった。その廃線跡の一部は道路となっている。また、1980年代まで、駅南側にかつて存在した日本石油函館油槽所へ続く専用線が存在し、当駅から石油の発送が行われていた。

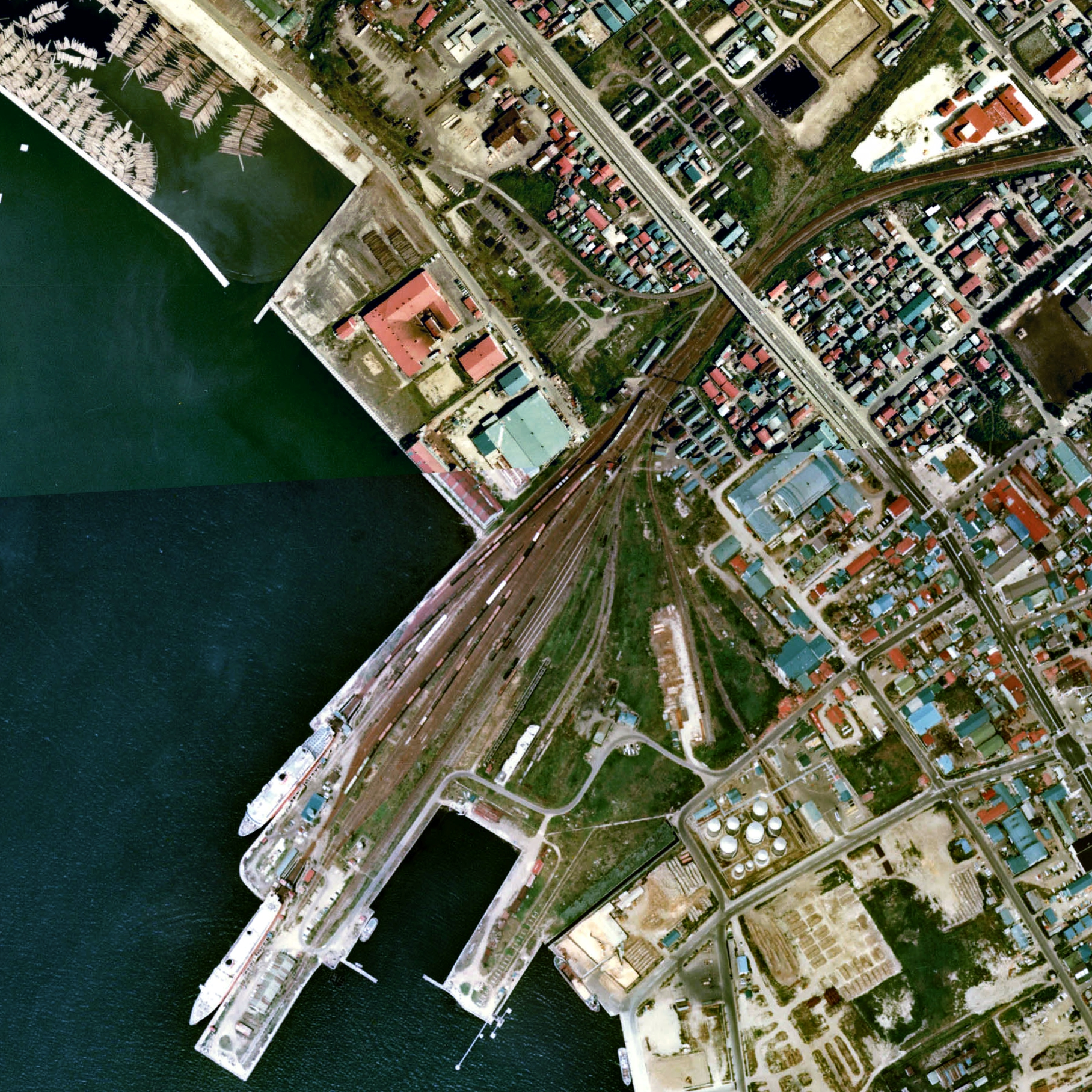
1976年の青函連絡船（貨物便）有川埠頭及び函館貨物駅と周囲約1km範囲。写真上側右方向へ向かうのが五稜郭操車場及び五稜郭駅への二本の連絡線。左上の水面貯木場へスイッチバック状に向かう専用線が分かれる。青函連絡船の2つのバース横に航送留置線群、その右の扇状の空き地が函館貨物駅のヤードで、間にはかつての貯炭場の陸上桟橋が残されている。ヤードの南側に波状に折れ曲がる道の中間に灰色屋根の駅舎が見え、ヤードを突っ切って下の油槽所へ専用線が向かう。

### 駅構造
駅には3面6線のコンテナホームや、数本の留置線・仕分け線及び転車台を持つ。営業窓口であるJR貨物北海道支社函館営業所や、北海道ジェイアール物流函館支店・五稜郭事業所も構内にある。
駅構内は、旅客駅にある一部の着発線を除き電化されていない。構内の入換作業は、本線での列車牽引も行うJR貨物DF200形ディーゼル機関車が間合い運用として担当している。
甲種車両輸送によって本州方面から到着したJR北海道向けの鉄道車両は、かつては当駅でJR貨物から引き渡されることが多かったが、JR北海道が回送用のDD51形ディーゼル機関車を全廃した2010年代中頃より車両基地の最寄駅である手稲駅や苗穂駅で引き渡される事例が主流である。

### 取扱う貨物の種類
コンテナ貨物と臨時の車扱貨物の取扱駅である。コンテナ貨物は、JR規格の12フィートコンテナ、20フィート・30フィートの大型コンテナ、ISO規格の20フィート・40フィート海上コンテナを取り扱う。取扱品は、発送貨物では野菜や紙、食料工業品、積合せ貨物（宅配便など）など、到着貨物では積合せ貨物、紙、薬品などが主なもの。駅における産業廃棄物の取扱許可を得ており、それらが入ったコンテナの取り扱いも可能である。

### 貨物列車
2014年3月15日現在、下り列車（長万部駅方面行き）は1日8本、上り列車（木古内駅方面行き）は1日12本の高速貨物列車が当駅に停車し、コンテナ車の連結・解放を行う。また、上りの臨時列車も設定されている。列車の行き先は、下り列車は札幌貨物ターミナル駅のみだが、上り列車は隅田川駅、名古屋貨物ターミナル駅、大阪貨物ターミナル駅、百済貨物ターミナル駅、福岡貨物ターミナル駅などがある。なお、専用貨物列車の発着はない。
道南いさりび鉄道線は北西側から函館方面へ南下して当駅へ進入する構造となっているため、全ての貨物列車は当駅にて進行方向が変わる。さらに当駅から東室蘭駅までの区間は非電化となっている事から、全ての貨物列車は当駅にて機関車交換を行う。当駅以北は営業運転の電気機関車が乗り入れない事から、東室蘭以北の電化区間上にある貨物駅は着発線部を含め全て非電化である。

### 利用状況
「函館市統計書」によると、近年の貨物輸送実績は以下のとおりである。
| 年度               | 年間貨物トン数 （千トン） | 年間貨物トン数 （千トン） |        |
| 年度               | 発送                      | 到着                      | 出典   |
| ------------------ | ------------------------- | ------------------------- | ------ |
| 2008年（平成20年） | 182                       | 139                       | [ 18 ] |
| 2009年（平成21年） | 161                       | 128                       | [ 18 ] |
| 2010年（平成22年） | 159                       | 117                       | [ 18 ] |
| 2011年（平成23年） | 159                       | 126                       | [ 19 ] |
| 2012年（平成24年） | 153                       | 133                       | [ 19 ] |
| 2013年（平成25年） | 155                       | 138                       | [ 19 ] |
| 2014年（平成26年） | 169                       | 153                       | [ 19 ] |
| 2015年（平成27年） | 183                       | 189                       | [ 19 ] |
| 2016年（平成28年） | 167                       | 194                       | [ 20 ] |
| 2017年（平成29年） | 164                       | 184                       | [ 22 ] |

## 函館市電 五稜郭駅前停留場
函館市交通局（現・函館市企業局交通部、函館市電）の五稜郭駅前停留場は、1955年（昭和30年）11月27日の鉄道工場前 - 当停留場間の路線延伸の際に開設された停留場である。所属は本線で、湯の川線始発ではない系統（1系統の五稜郭駅前始発、4系統）の始発であった。1978年（昭和53年）11月1日の本線の一部区間（当停留場 - ガス会社前間）廃止に伴い、亀田町・大野新道・鉄道工場前の各停留場と共に廃止され、後に本線は函館駅前までに短縮された。

### 停留場構造
停留場は、国道5号上に設置され、2面1線のホームを有していた。停留場へ向かうには、中央部に停留場への昇降用階段を備えた横断歩道橋を利用した。廃止後も歩道橋自体は停留場への昇降用階段を撤去した形で使用されていたが、2005年（平成17年）に完了した国道5号の拡幅工事に伴い解体・撤去された。

## 駅周辺
五稜郭駅は旧亀田市の代表駅であった。駅前を国道5号が通っており、駅裏側にはポールスターショッピングセンターや市立函館病院が立地している。
- コジマ×ビックカメラ函館店
- ヤマダデンキテックランド函館店
- 北海道銀行亀田支店
- 五稜郭駅前郵便局
- ENEOS オカモトセルフ函館
- 函館バス、北海道バス「五稜郭駅前」停留所[29]
- スターバックスコーヒー 函館五稜郭駅前店
- 市立函館病院
- スーパーアークス 港町店

## 五稜郭公園へのアクセス
JR・道南いさりび鉄道の駅としては特別史跡の五稜郭に最も近いが、五稜郭駅は五稜郭から北西に2kmほど離れた位置にある。五稜郭公園や五稜郭タワーなどの観光スポットへは、函館駅前から発着する函館市電の五稜郭公園前停留場からが至近となっている。当駅からも五稜郭へは路線バスでアクセスできるが、函館駅からのアクセスと比較すると路線・本数ともに限られる。
これらの理由から、当駅に停車するはこだてライナーでは車内自動放送において「五稜郭公園へおいでのお客様は終着の函館駅までご乗車になり、函館駅前から市電や路線バスをご利用いただくのが便利です。」と案内される。

## 隣の駅
北海道旅客鉄道（JR北海道）
■函館本線

函館駅 (H75) - 五稜郭駅 (H74) - 桔梗駅 (H73)

道南いさりび鉄道
■道南いさりび鉄道線（当駅 - 函館駅間JR函館本線）
七重浜駅 (sh11) - 五稜郭駅 (H74) - 函館駅 (H75)

### かつて存在した路線
函館市交通局（函館市電）
本線（1978年11月1日廃止）
鉄道工場前停留場 - 五稜郭駅前停留場